# Torre de Quitapesares

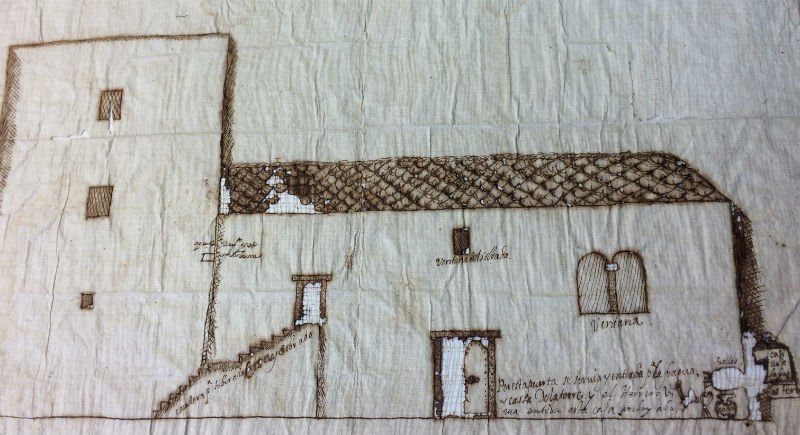
Imagen del plano de la Torre de Quitapesares.

La torre de Quitapesares fue una fortaleza construida en la primera mitad del siglo XV por el duque de Arjona, Fadrique Enríquez, en algún lugar entre los ríos Sil y Miño, en un paso del Camino Real entre Los Peares y Monforte de Lemos. Posteriormente fue abandonada.

## Localización
Existe controversia sobre su localización, dentro del municipio de Pantón. Hay fuentes que la sitúan en la aldea del Cotillón, en la parroquia de Acedre, junto al curso del río Cabe, debido a una mala interpretación de un documento del 17 de febrero de 1591, donde Don Rodrigo, conde de Lemos, aforaba a Álvaro de Lornís, aforado este anteriormente por el monasterio de San Vicenzo de Pombeiro; la frase de la controversia fue "la mi possa de Quitapesares, que yo tengo y está en el monte de Cotillón cerca de Pombeiro".
La asociación Secretos de Pantón, tras la realización de una investigación determinó finalmente que esta fortificación se encontraría en Torre de Villamirón, en la parroquia de Pombeiro .

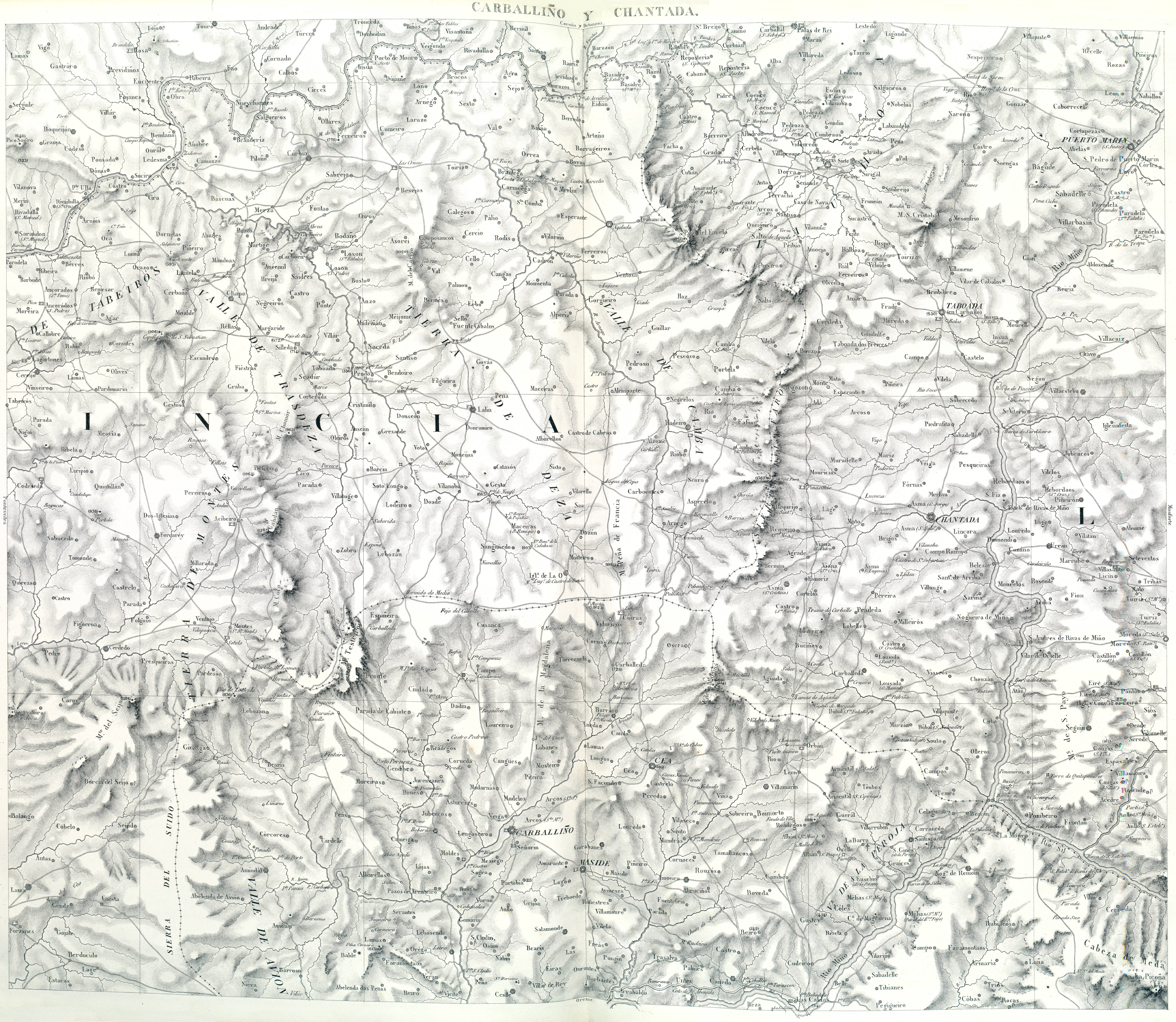
Carta Geométrica de Galicia

## Leyenda
En Torre de Villamirón existe una leyenda que explica de esta forma el nombre de la torre medieval:
"A una reina de España le había desaparecido su hijo, buscándolo y buscándolo lo encontró aquí y mandó construir una torre, llamándola Torre de Quitapesares, al quitarle sus males al encontrarlo”.

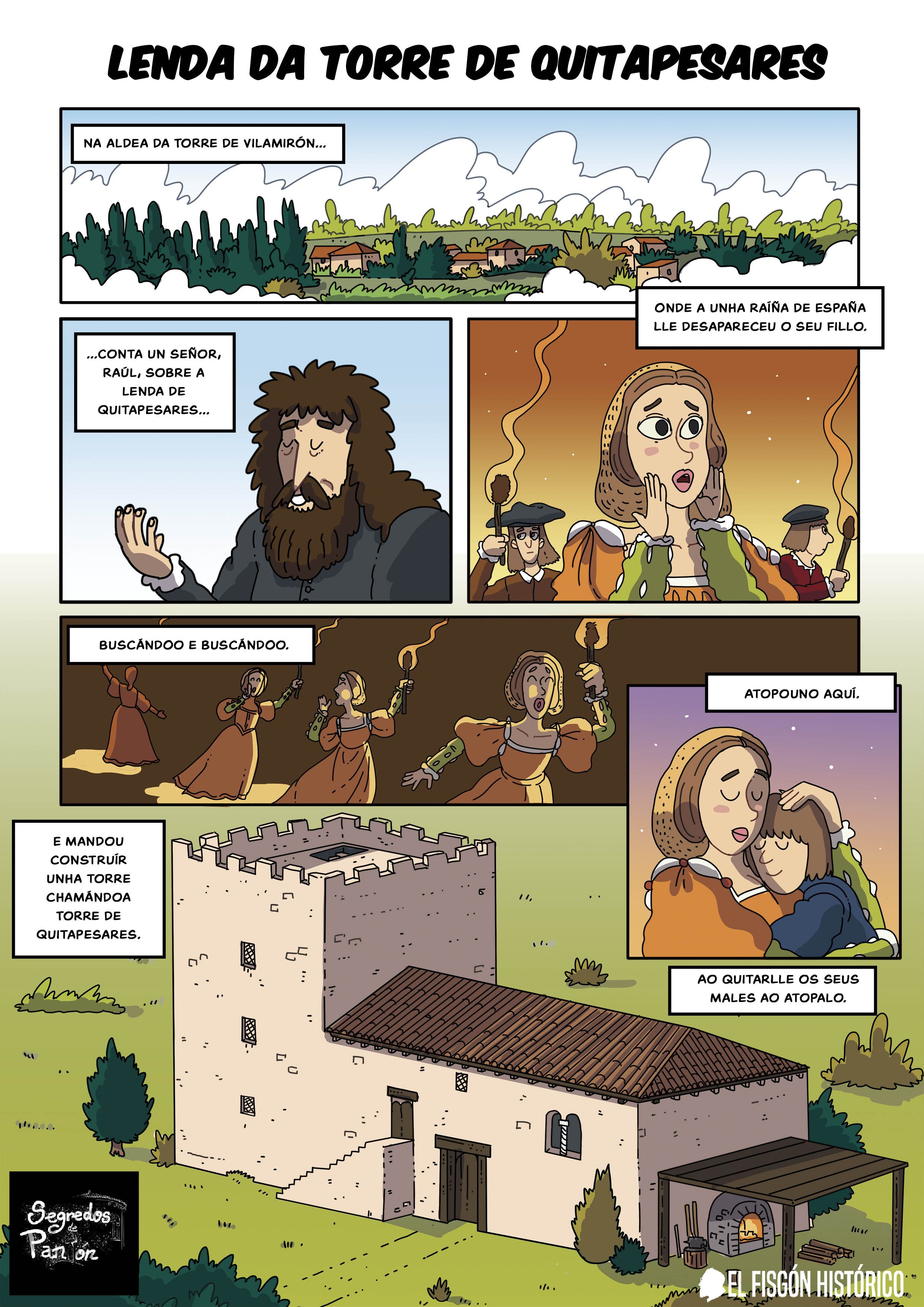
Leyenda de la Torre de Quitapesares.

Así, la asociación cultural Secretos de Pantón, encargó la realización de un cómic sobre dicha leyenda. Este fue elaborado por El Fisgón Histórico.

## Planos
En el Archivo Histórico Provincial de Orense se conservan los planos de la edificación.